# Municipio de Colfax (condado de Pocahontas)
El municipio de Colfax (en inglés: Colfax Township) es un municipio ubicado en el condado de Pocahontas en el estado estadounidense de Iowa. En el año 2010 tenía una población de 157 habitantes y una densidad poblacional de 1,7 personas por km².

## Geografía
El municipio de Colfax se encuentra ubicado en las coordenadas 42°36′8″N 94°44′14″O / 42.60222, -94.73722. Según la Oficina del Censo de los Estados Unidos, el municipio tiene una superficie total de 92.57 km², de la cual 92,57 km² corresponden a tierra firme y (0 %) 0 km² es agua.

## Demografía
Según el censo de 2010, había 157 personas residiendo en el municipio de Colfax. La densidad de población era de 1,7 hab./km². De los 157 habitantes, el municipio de Colfax estaba compuesto por el 98,73 % blancos, el 0,64 % eran isleños del Pacífico y el 0,64 % eran de una mezcla de razas. Del total de la población el 4,46 % eran hispanos o latinos de cualquier raza.